# Davaadorjiin Tömörkhüleg
Davaadorjiin Tömörkhüleg (Ulan Bator, 29 de setembro de 1990) é um judoca mongol que participou das Olimpíadas de 2012 na categoria até 60 kg. Perdeu na segunda fase para Felipe Kitadai, não alcançando nenhuma medalha nesta competição.